# جان فاینر
جاناتان فاینر (انگلیسی: Jonathan Finer؛ زادهٔ ۱۹۷۶ (۴۸–۴۹ سال)) روزنامه‌نگار و سیاستمدار اهل ایالات متحده آمریکا است که به عنوان قائم‌مقام مشاور امنیت ملی جیک سالیوان، در دولت جو بایدن خدمت کرده است. او پیش از این به عنوان رئیس دفتر و مدیر برنامه‌ریزی سیاسی وزیر امور خارجه سابق جان کری در وزارت امور خارجه ایالات متحده آمریکا فعالیت داشت.

## زندگینامه
فاینر در نوریچ، ورمونت در یک خانواده یهودی به دنیا آمد. والدین او سوزان بوراک و چاد فاینر هستند، مادرش مدیر مدرسه فرانسیس سی. ریچموند و پدرش پزشک بود.
فاینر در سال ۱۹۹۴ از دبیرستان هانوفر در هانوفر، نیوهمپشر فارغ‌التحصیل شد. او در دانشگاه هاروارد تحصیل کرد و پس از مدتی کار برای حزب کارگر در بریتانیا، به روابط بین‌الملل علاقه‌مند شد. او مدرک دکترای حقوق خود را از دانشکده حقوق ییل و مدرک کارشناسی ارشد فلسفه خود را از کالج بالیول، آکسفورد دریافت کرد. فاینر همچنین یک سال را به عنوان محقق بنیاد هنری لوس در هنگ کنگ گذراند و به عنوان خبرنگار و سردبیر در نشریه فار ایسترن اکونومیک ریویو مشغول به کار شد.

## شغل
فاینر خبرنگار خارجی و ملی واشینگتن پست بود و از بیش از بیست کشور گزارش تهیه می‌کرد. او هجده ماه را صرف پوشش جنگ عراق کرد، در طول حمله سال ۲۰۰۳ به عراق در کنار تفنگداران دریایی ایالات متحده بوده و در سال‌های ۲۰۰۵-۲۰۰۶ نیز در بغداد مشغول تهیه گزارش بود. او همچنین درگیری‌های غزه (۲۰۰۹)، جنگ روسیه و گرجستان (۲۰۰۸) و جنگ اسرائیل و لبنان (۲۰۰۶)؛ مبارزات انتخاباتی ریاست جمهوری ایالات متحده سال ۲۰۰۴ ؛ و پلی‌آف لیگ برتر بیسبال آمریکا در سال ۲۰۰۴ را پوشش داد.
فاینر در سال ۲۰۰۹ به عنوان عضو کاخ سفید به دولت اوباما پیوست و در دفتر رئیس ستاد کاخ سفید و کارکنان شورای امنیت ملی آمریکا مشغول به کار شد.  او همچنین به عنوان مشاور ویژه امور خاورمیانه و شمال آفریقا و نویسنده سخنرانی‌های سیاست خارجی جو بایدن و بعدها به عنوان مشاور ارشد آنتونی بلینکن، قائم‌مقام مشاور امنیت ملی خدمت کرد.
فاینر از ۷ مارس ۲۰۱۶ تا ۲۰ ژانویه ۲۰۱۷ به عنوان مدیر برنامه‌ریزی سیاسی در وزارت امور خارجه مشغول فعالیت بود.
وی پس از پایان کارش در وزارت امور خارجه، به شرکت سهامی خصوصی واربورگ پینکوس در نیویورک پیوست. و به عنوان عضو ارشد سیاست خارجی ایالات متحده در شورای روابط خارجی فعالیت داشت. او عضو سابق هیئت مدیره پروژه امنیت ملی ترومن است.
فاینر قائم‌مقام مشاور امنیت ملی در زمان جیک سالیوان بوده و در تمام دوران دولت بایدن این سمت را حفظ نمود.